# 活水乡 (陆良县)
活水乡，是中华人民共和国云南省曲靖市陆良县下辖的一个乡镇级行政单位。

## 行政区划
活水乡下辖以下地区：
活水村、黑木村、新台子村、石槽河村、龙家水塘村、沙锅村和雨麦红村。